# 罗布江村
罗布江村（1956年8月—），男，藏族，四川新龙人，中华人民共和国政治人物，曾任西南民族大学党委书记、副校长，四川省政协副主席。